# Casa-fàbrica Lucena
La casa-fàbrica Lucena era un edifici situat al carrer de Jonqueres, 16 de Barcelona, actualment desaparegut.

## Història i descripció
En aquest indret hi havia la casa de Ramon de Vallgonera, òlim de Llunes i d'Alentorn, baró de Sant Miquel de Pera i de Rocacorba, que el 1796 va rebre el títol de marquès de Vallgornera. El 1839, Jacint i Josep Bru de Sala la van establir en emfiteusi al fabricant d'estampats (indianes) Josep Lucena i Parés (1796-1866), que tot seguit va comprar una finca adjacent i va encarregar al mestre d'obres Joan Soler i Cortina el projecte d'una casa-fàbrica de planta baixa i tres pisos (si bé una part del tercer no s'arribà a construir) amb un cos annex de planta baixa, on el 1847 va fer instal·lar una màquina de vapor de 6 CV.
El 1842, Josep Lucena es va presentar a l'Exposició Industrial de Madrid, on guanyà una medalla de bronze pels seus mocadors, i el 1844, a la de Barcelona amb mocadors de pita i cotó fins, vermells i blaus per a butxaca. El 1852, va obtenir una menció d'honor a l'exposició de l'Institut Industrial de Catalunya pels seus mocadors pintats. El bon funcionament del negoci va fer que aquell mateix any constituís una societat amb els seus fills Joan i Manuel Lucena i Castells i el seu gendre Antoni Nadal i Espalter, i aixequessin una nova fàbrica a la carretera de Mataró (actual carrer de Pere IV), al terme de Sant Martí de Provençals, deixant la del carrer de Jonqueres com a despatx i magatzem: «Junqueras, 16, depósito de indianas y pañuelos de varias clases de la fábrica de San Martí de Provensals de D. José Lucena y compañía.» En aquesta època s'hi va instal·lar la fàbrica d'aprests de Josep Claramunt i Cia. El 1864, l'edifici fou reformat pel mateix Soler i Cortina, que va transformar algunes finestres del segon pis en balcons, i també va cobrir el pati posterior per a transformar-lo en magatzem, remuntant un pis al cos annex.
El 1878, el fabricant d'estampats Francesc Romeu i Tort hi va instal·lar el seu magatzem, i el 1886 va adquirir la propietat com a millor postor de la subhasta promoguda pels hereus de Josep Lucena. L'any següent n'encarregà al mestre d'obres Josep Marimon i Cot una ampliació cap al carrer de Trafalgar, en uns terrenys procedents de l'enderrocament de la Muralla de Terra. A la seva mort el 1891 fou succeït pel seu fill Francesc Romeu i Bonastre, enginyer industrial, que hi tenia el seu despatx.
Ja al segle xx, hi hagué, entre d'altres, la botiga i despatx del fabricant de gèneres de punt Tomàs Alayo Germans, l'establiment d'eines i accessoris per a la mecànica de Joan Gazeau, i la fàbrica de gèneres de punt de Pere Clarens. Finalment, l'edifici fou enderrocat per a la construcció de l'Edifici Fàbregas.

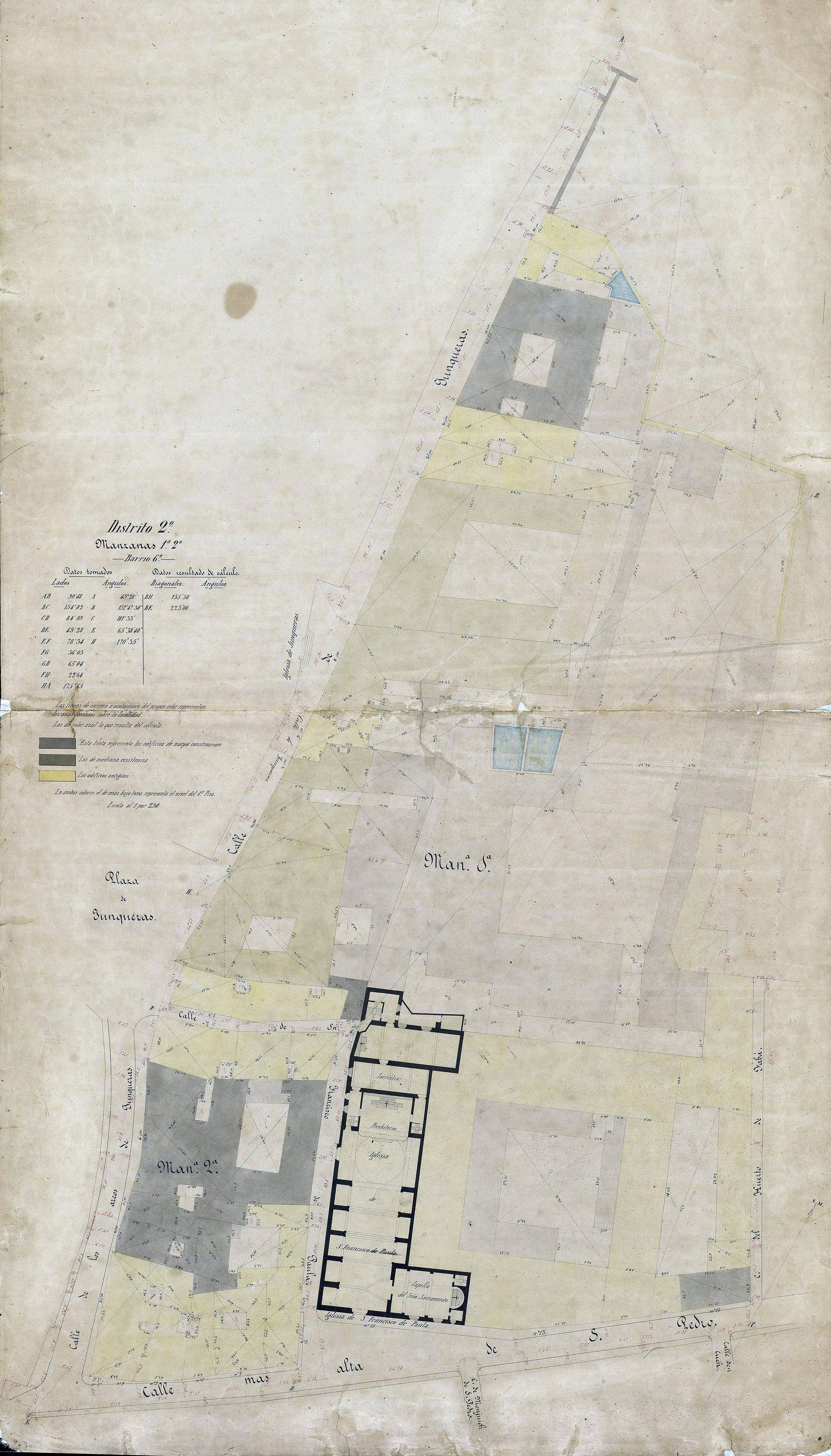
Quarteró núm. 44 de Garriga i Roca (c. 1860)